# Acide glycérique
L’acide glycérique est un composé organique de formule chimique HOH2C–CHOH–COOH. Il s'agit d'un ose acide naturel à trois atomes de carbone dont les esters avec des phosphates sont d'importants métabolites, notamment de la glycolyse.
|                              |  |                              |  |                                   |  |                            |
| acide 2-phospho-D-glycérique |  | acide 3-phospho-D-glycérique |  | acide 1,3-Bisphospho-D-glycérique |  | 2,3-Bisphospho-D-glycérate |

## Stéréochimie
L'acide glycérique possède un atome de carbone asymétique et donc est le mélange racémique de deux énantiomères :
- l 'acide D-glycérique de configuration absolue R, numéro CAS 473-81-4[2]
- l'acide L-glycérique ou S-glycérique, numéro CAS ?